# Nicasio Safadi
Pour les articles homonymes, voir Safadi.
Nicasio Safadi Reves, né le 14 décembre 1896 à Beyrouth et mort le 29 octobre 1968 à Guayaquil,  est un musicien équatorien d'origine libanaise.
Né au Liban, ses parents s'installent en Équateur lorsqu'il atteint l'âge de cinq ans, et il apprend à jouer de la vihuela, du tiple, de la guitare, du luth et de la mandoline.
Il forme plusieurs groupes avant de s'associer avec Enrique Ibáñez pour former le "Dúo Ecuador".
Guayaquil de mis amores (l'hymne de Guayaquil), Pobrecito mi cariño, Los jilgueros, Invernal sont parmi ses plus de 300 mélodies.